# Celestí Boada i Salvador
Celestí Boada i Salvador (Barcelona - Sant Martí de Provençals, 18 de juny de 1902 - Camp de la Bota, 18 d'octubre de 1939) va ser un camperol i polític català. Militant d'Esquerra Republicana de Catalunya a Santa Coloma i de la Unió de Rabassaires, que va ser regidor de la ciutat el 1934 i alcalde entre octubre de 1936 i maig de 1938. El substituí José Berruezo Silvente de la Confederació Nacional de Treballadors. Va ser executat per la dictadura franquista.

## Biografia
Casat i amb cinc fills, va ser regidor per ERC el 1934. Va ser detingut i empresonat a Montjuïc després dels Fets d'Octubre, juntament amb altres dos regidors, el secretari municipal i l'alcalde de la localitat, procediment que fou sobresegut a la fi del mateix any, de manera que es reincorporà a la corporació el 1935. Novament va ser destituït pels mateixos fets al novembre de 1935. L'Ajuntament va ser dirigit per una Junta Gestora fins a les eleccions del 16 de febrer de 1936, que el triomf del Front d'Esquerres va restituir els antics càrrecs al consistori. Declarada la Guerra Civil, va seguir com a alcalde i va ser membre del Comitè Revolucionari i del Consell Municipal, considerat un moderat que va protegir a persones de la dreta política per evitar excessos durant la guerra a la comarca. Com a representant de la pagesia catalana, va formar part d'una delegació espanyola en la celebració de l'1 de maig en l'URSS. Després de deixar el lloc d'alcalde, va servir uns mesos en l'aviació de l'Exèrcit Popular Republicà durant la Guerra Civil.
Va tornar a Santa Coloma quan la ciutat ja havia estat ocupada, a la fi de gener de 1939, per les tropes franquistes. A la localitat, antics membres de la Lliga Catalana el van advertir de la imprudència que comportava haver tornat, sabent que, encara que ell no fos responsable i no hagués participat, les noves autoritats l'acusarien d'haver estat alcalde republicà. També el van informar que entre els ocupants es trobaven antics membres del sometent de la dreta, en concret Fernando Rovira Fita, nomenat cap local de Falange Espanyola per les tropes d'ocupació.
Poc després d'arribar, va ser detingut i acusat de rebel·lió militar, condemnat a mort per haver participat en la revolució de 1934, ser membre del comitè municipal i alcalde, atribuint-se-li la responsabilitat per la mort de dos industrials que havien estat executats per elements incontrolats anarquistes. En un informe enviat el 24 de maig de 1939 per l'ajuntament al Jutjat Militar Eventual de Badalona s'assenyala: 
El Tribunal de Responsabilitats Polítiques el va condemnar, a més, a la confiscació de tots els seus béns i els de la seva família. Fins passat gairebé un any de la seva mort, les autoritats franquistes van tractar de confiscar aquests pretesos béns, però van haver d'abandonar els intents perquè no en posseïa cap.
La condemna a mort va ser dictada en un consell de guerra sumaríssim el 26 de juny de 1939. Després, per dues vegades abans del seu afusellament, va ser obligat a veure les execucions d'uns altres dels seus companys. Finalment va ser afusellat al Camp de la Bota de Sant Adrià de Besòs el 18 d'octubre de 1939.